# Monastère des Bénédictines de Caen
Le monastère des Bénédictines du Saint-Sacrement de Caen est un ancien monastère fondé par les sœurs de l'Ordre de Saint-Benoît à Caen en 1643. À la suite de la destruction d'une grande partie des bâtiments monacaux en 1944 pendant la bataille de Caen, un nouveau monastère fut construit à Couvrechef. Ce dernier, transformé à partir de 1986 en résidence pour personnes âgées, est protégé au titre des monuments historiques depuis 2005.

## Histoire

### Entre leXVIIesiècleet le milieu duXXesiècle
Le premier monastère est fondé en 1643 dans l'ancien hôtel de Loraille, situé à l'angle de la rue de Geôle et de la rue du Tour-de-terre. Chassées à la Révolution française, les sœurs se réinstallent en 1816 dans l'ancien couvent des Cordeliers qu'elles font reconstruire. 

### Depuis le milieu duXXesiècle
Le 7 juillet 1944, le monastère est détruit par les bombardements alliés. Les sœurs déménagent alors dans le château de Vaux-sur-Aure, près de Bayeux. Dans le cadre de la reconstruction de Caen, les bénédictines sont expropriés et leur ancien terrain est attribué à la communauté des hospitalières de la Miséricorde pour qu'elles reconstruisent leur clinique détruite pendant la guerre. Deux solutions sont alors considérées. Les sœurs envisagent de s'installer définitivement à Vaux-sur-Aure, alors que le ministère de la Reconstruction et de l'Urbanisme (MRU) propose de reconstruire le monastère à Hérouville-Saint-Clair. Une des sœurs de la communauté propose une alternative : construire le nouvel établissement à côté du hameau de Couvrechef. C'est cette troisième option qui est retenue. Situé dans la plaine de Caen, le terrain agricole répond aux exigences du MRU qui souhaite reloger les ordres contemplatifs à l'écart de la ville.
Dès 1953, les sœurs préparent leur retour et prennent contact avec Dom Aubourg, moine bénédictin d'origine normande de l'abbaye Saint-Pierre de Solesmes. Celui-ci propose aux sœurs de confier le projet à Jean Zunz. Ce jeune architecte parisien inexpérimenté en matière d'architecture religieuse est assisté par Marcel Clot, architecte de la ville. En collaboration avec le moine bénédictin, il dresse les plans du monastère. On convie Dom Gabriel Sortais, père général de l’ordre des cisterciens, formé à l’École des beaux-arts, à donner son opinion. Celle-ci est positive car le projet respecte le plan traditionnel des abbayes cisterciennes tout en l'adaptant aux exigences modernes. La première pierre est posée officiellement le 24 septembre 1953 en présence de André Jacquemin, évêque de Bayeux et Lisieux. La réception définitive des travaux a lieu le 16 avril 1959, mais la dédicace solennelle ne se déroule que le 24 septembre 1960.
Les plans, prévus pour un monastère d’une communauté de 200 religieuses, avaient déjà du être revus à la baisse car elles n'étaient plus que 80 au moment de la conception du projet. L'indemnité de guerre avait toutefois permis de construire un ensemble monumental. Mais les sœurs sont de moins en moins nombreuses. Incapables d'affronter les difficultés matérielles résultant de l’entretien du monastère, elles décident en 1986 de céder les lieux à la maison de retraite Saint-Benoît. La communauté conserve la jouissance de l’église et de la salle capitulaire. Les quelques religieuses s'installent dans l’ancienne hôtellerie et l'aumônerie. Ces bâtiments sont modernisés ; une nouvelle chapelle plus petite est aménagée à cette occasion. Afin de restructurer la maison de retraite, le bâtiment de la dômerie est supprimé et l’espace du parloir est restructuré, tandis que des travaux d’extension sont effectués au sud. La plupart des espaces intérieurs sont toutefois préservés.

## Architecture
Les façades et les toitures de l'ensemble des bâtiments à l'exception des constructions ajoutées (bâtiment sud et cage d'ascenseur extérieure dans la galerie ouest du cloître), ainsi que le réfectoire dans sa totalité sont inscrits. L'église abbatiale et la salle capitulaire en totalité sont classées.
Le claustra du chœur de l'église est fermé par un vitrail créé par Sergio de Castro (site officiel), la Création du Monde. Des nombreux critiques et historiens de l’art tels que Denys Sutton, André Chastel ou Jacques Thuillier, ont reconnu cette verrière, de 6 m de hauteur pour 20 m de largeur, comme étant une pièce majeure du vitrail de la seconde moitié du XXe siècle.

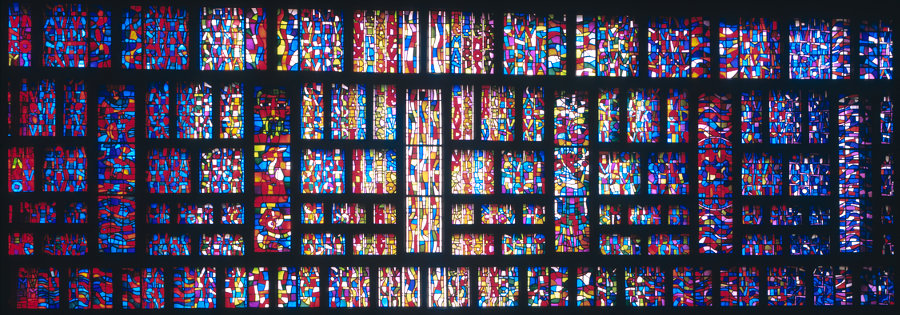
Verrière de la Création du Monde par Sergio de Castro, 1956-59.
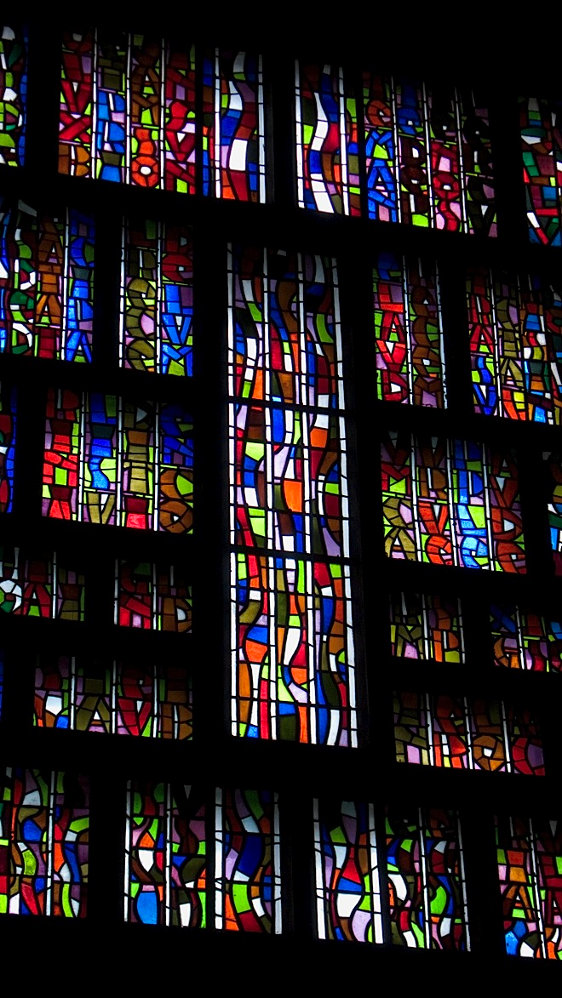
Septième Jour de la Création : Le Repos Divin.